# Defensiver Pessimismus
Defensiver Pessimismus ist ein psychologisches Konstrukt der differenziellen Persönlichkeitspsychologie, das vorwiegend von Julie Norem, Nancy Cantor und Mitarbeitern postuliert wurde.

## Beschreibung
Es handelt sich dabei um eine Strategie zur Angstreduktion im Vorfeld von Leistungssituationen. Sie beinhaltet die subjektive Herabsetzung eigener Erwartungen und das intensive Nachdenken über die anstehende Aufgabe und damit verbundenen potentiellen Schwierigkeiten. Dies geschieht – hierin besteht ein Unterschied zum „regulären“ Pessimisten –, obwohl ähnliche Situationen in der Vergangenheit bereits erfolgreich bewältigt werden konnten.
Defensive Pessimisten verfügen somit über ein größeres Leistungspotential, als sie eingestehen. Ferner können sie die erreichten Ergebnisse scheinbar trotzdem als Erfolge verbuchen, denn sie führen die Strategie des defensiven Pessimismus in weiteren Situationen fort, da sie damit gut fahren. Norem betont, dies sei eine Strategie von mehreren möglichen und für Menschen nützlich, die ihre Ängste nicht durch den Blick auf vergangene, positive Ereignisse überwinden können. Somit fahren sie besser, ihre Angst in die Vorbereitung auf bevorstehende Leistungssituationen umzumünzen. Ihnen gelingt es so, sich für die anstehende Prüfung zu motivieren und vor allen Dingen ihre Angst so weit zu vermindern, dass die Durchführung der Aufgabe nicht beeinträchtigt wird.
Die Anwendung der Strategie erfolgt bei bestimmten Rahmenbedingungen und Situationen: “[…] pessimism seemed to function as a focused plan for addressing a specific constellation of problems and goals”. („Pessimismus scheint wie ein Plan für spezielle Problemkonstellationen und Ziele zu funktionieren.“) Wenn die Strategie des defensiven Pessimismus jedoch wiederholt erfolgreich zur Angstreduktion bei Leistungssituationen angewandt wurde, geht die selektive Anwendung eher in eine relativ stabile Persönlichkeitsdisposition über. Der Natur der Sache gemäß tritt diese Herangehensweise in Situationen mit zunehmender Vertrautheit der Aufgabe oder generell geringer Angstintensität weniger zum Vorschein.

## Experimente
- Julie Norem und Mitarbeiter führten Experimente durch, die vor allem die Wirksamkeit der zwei wesentlichen Komponenten des defensiven Pessimismus zu untersuchten: Zum einen sollte geklärt werden, ob die niedrigen Erwartungshaltungen tatsächlich Druck von den Betreffenden nehmen, zum anderen stand die Frage im Mittelpunkt, inwieweit das vorweggenommene mentale Ausprobieren der Situationen ein gutes Instrumentarium an präzisen Handlungsentwürfen bereitstellt.

- In einer Untersuchung von Cantor, Norem, Niedenthal, Langston, Brower zum Jahr 1987 wurden zuvor als defensive Pessimisten oder aber als strategische Optimisten identifizierte Studenten zur Bearbeitung einer Art Intelligenztest eingeladen. Individuen, die den Optimismus als Strategie nutzen, sind in ihrer Einschätzung der Leistungsfähigkeit zuversichtlich und vermeiden das intensive vorweggenommene Nachdenken über die Situation.[4] Messungen vor Versuchsbeginn erbrachten, dass die defensiven Pessimisten mehr Angst und weniger Kontrolle bezüglich der Situation empfanden. Sie gaben darüber hinaus trotz der Situation vergleichbarer objektiver Erfolgsgeschichten niedrigere Erwartungen hinsichtlich ihrer Leistungen bei dem Test an. Einer Hälfte der Teilnehmer mit defensivem Pessimismus wurde suggeriert, die Einsicht in ihre Studienakten lege ein gutes Abschneiden nahe, was ihre Einschätzungen im Vorfeld auch in Richtung höherer Zuversicht verändern konnte. Die Auswertung des anschließenden Tests ergab jedoch, dass diese Teilgruppe schlechtere Leistungen zeigte als jene, die man in ihren negativen Prognosen unbeeinflusst ließ. Norem[2] schließt daraus, dass die solche Aufgaben beeinträchtigende Angst also keineswegs im Zuge der Suggestion ebenfalls verringert worden ist.

- In einer weiteren Untersuchung[5] wurde die Strategie des gedanklichen Durchspielens der Situation derart unterlaufen, dass man eine Teilgruppe defensiver Pessimisten vor der Leistungssituation durch leichte, aber die Aufmerksamkeit beanspruchende Bürotätigkeit vom Nachdenken abhielt, während man die andere Teilgruppe nicht nur ihrer gewohnten Strategie nachgehen ließ, sondern diese noch verstärkte, indem man sie bat, sich vorzustellen, wie sie im Test abschneiden würden und aufzulisten, welche möglichen Ergebnisse resultieren könnten. Ferner gab es eine Gruppe strategischer Optimisten. Psychologische und physiologische Messungen vor der Aufgabendurchführung zeigten höhere Level an Angst und weniger erlebte Kontrolle bei den defensiven Pessimisten generell. Ihre Leistung fiel signifikant besser aus, wenn man sie nicht von ihrem Ritual des geistigen Durchspielens möglicher Situationsabläufe abgehalten hatte.[6] Das Erregungsniveau der durch die Tätigkeit vom Grübeln abgelenkten defensiven Pessimisten war zwar während der Büroarbeit gesunken, stieg aber in der Situation wiederum stark an, was mit der Aufgabendurchführung ungünstig zusammenspielte. In der anderen Teilgruppe verlief die Erregungskurve in umgekehrter Weise: Während sie im Vorfeld des Nachdenkens recht hoch war, sank sie in der Leistungssituation ab. Im Nachhinein über ihre Leistung, Kontrolle, Freude und Befriedigung während der Aufgabendurchführung befragt, gaben die defensiven Pessimisten ohne Ablenkung signifikant mehr Kontrollgefühl und eine höhere Einschätzung ihrer Leistung an, wenngleich sie hinter den betreffenden Werten bei den Optimisten – bei der Bedingung „Ablenkung“ – zurückblieben.[7]